# Bellariva

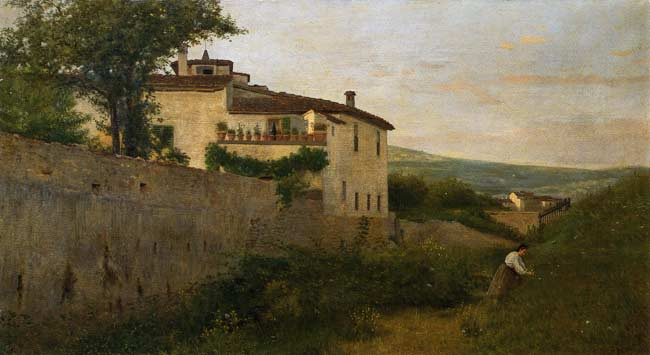
Silvestro Lega, Una veduta a Piagentina

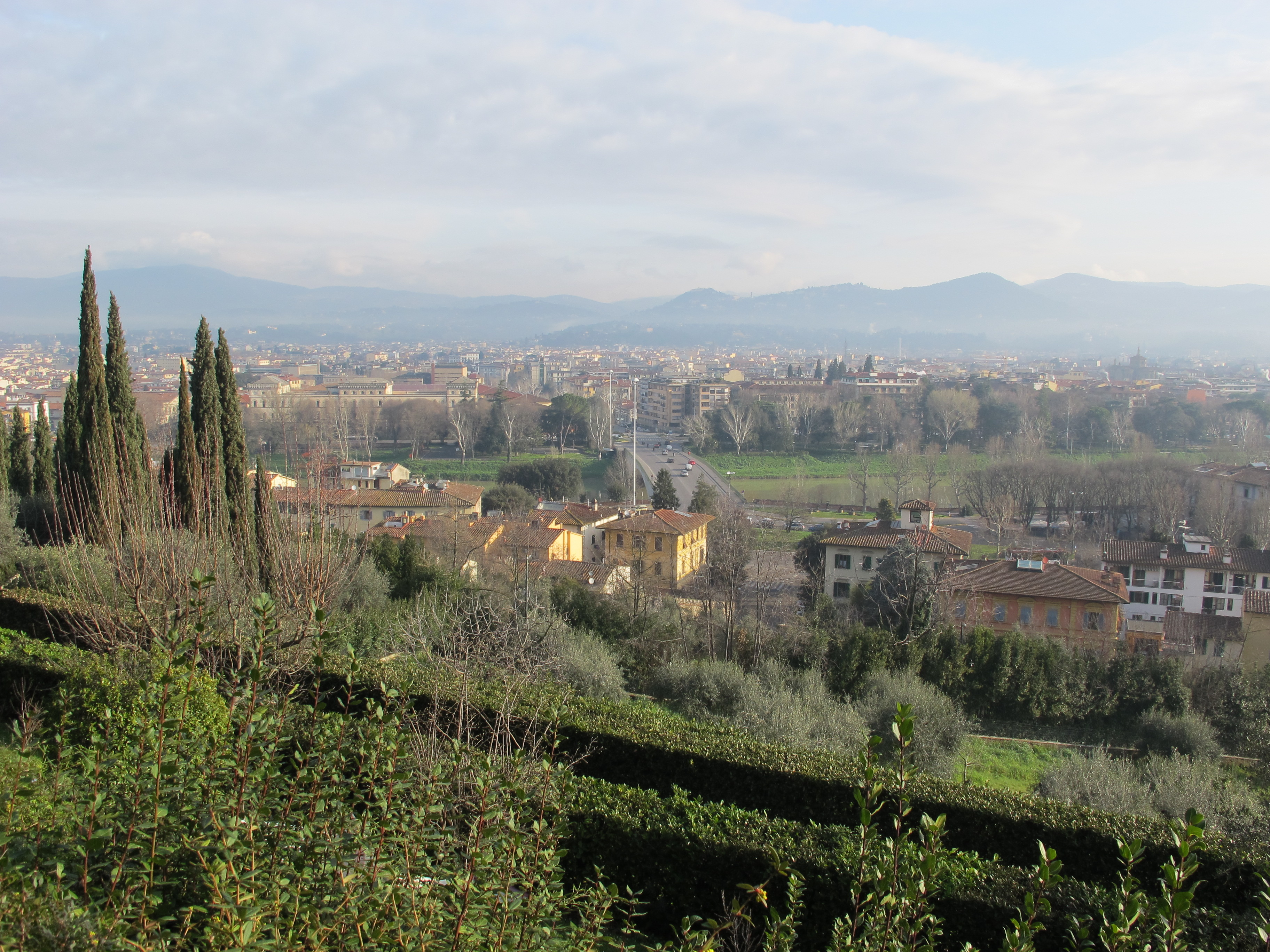
Veduta di Bellariva dalla sponda opposta dell'Arno

Bellariva è una zona del quartiere 2 di Firenze, delimitata dal corso dell'Affrico, la linea ferroviaria per Arezzo e l'Arno, fino alla zona, verso est, di Varlungo.

## Storia
Il nome della zona deriva dalla riva verdeggiante del fiume. Durante scavi ottocenteschi vennero ritrovati nell'area resti romani e barbarici, che dimostravano l'abitazione della zona quando doveva essere attraversata da strade che confluivano nella vicina via Cassia antica. Un ponte nei pressi dell'attuale villa Arrivabene doveva attraversare l'Affrico. 
Spopolatasi nell'Alto Medioevo, non essendo protetta dalle mura urbane, questa zona doveva essere nota per alcuni gorghi del fiume all'altezza dell'immissione dell'Affrico, infatti tutta la zona era detta "il Gorgo", segnato da una croce, da cui derivò il toponimo "Croce di Gorgo", citato almeno dal 1007. La Croce di Gorgo, situata vicino all'attuale piazza Beccaria, era ritenuta il luogo di martirio del protomartire miniato e diede il nome, tra l'altro, alla Porta alla Croce. 
Lo sviluppo dei traffici nel Basso Medioevo portò alla costruzione di un ponte che, dalla "Piagentina", portava alla zona di Ripoli: citato da Giovanni Villani, che lo riteneva antichissimo, esisteva ancora nel 1200 e forse nel 1260, ma con la bonifica della pianura verso Firenze dovette essere abbandonato per il passaggio più breve dalla città stessa. 
Nei secoli successivi la zona doveva presentare per lo più campi e qualche casa colonica sparsa e fino all'Ottocento, quando alcuni quadretti iniziano a ritrarla, Bellariva doveva apparire come un "mare verde", attraversato dalla via Aretina. Non era zona di ville patrizie, anzi vi si trovavano soprattutto case di ortolani, mezzadri, renai e pescatori. A ridosso dell'Affrico, ormai ridotto a un torrentello, si trovava una trattoria frequentata nelle scampagnate della borghesia, detta "del Gobbo alla Bellariva". Proprio nell'Ottocento la zona degli "orti di Bellariva" iniziò ad essere frequentata dai macchiaioli fiorentini, che vi traevano ispirazione per la pittura "en plen air". Tra questi spiccavano Silvestro Lega, Telemaco Signorini, Giuseppe Abbati, che lasciarono numerose testimonianze dell'aspetto rurale della zona: alcuni di essi si stabilirono alla Casaccia di Bellariva, che era un gruppo di antiche costruzioni fuori dalla linea di confine cittadina e quindi esentasse. 
Negli anni cinquanta del Novecento la zona venne interessata da un'ampia edificazione, piuttosto disordinata, che nella febbre speculativa creò anonimi palazzoni facendo quasi del tutto scomparire il verde per cui la zona era un tempo famosa. Durante quel periodo di frenetica edificazione venne anche realizzata la nuova chiesa del quartiere, Sant'Antonino.